# Hylocryptus erythrocephalus
Hylocryptus erythrocephalus е вид птица от семейство Furnariidae. Видът е световно застрашен, със статут Уязвим.

## Разпространение
Видът е разпространен в Еквадор и Перу.